# Bete (tand)

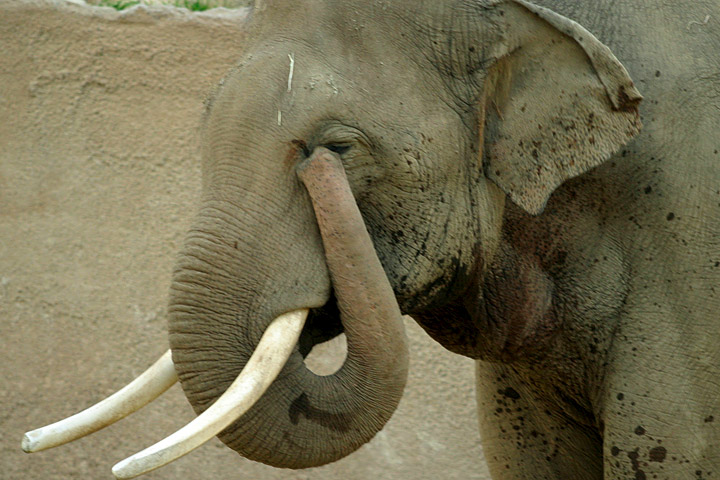
Elefant som visar sina betar

En bete är en lång tand som når utanför munnen. Några djur med betar är elefanter, valrossar, narvalar och vildsvin.